# سفارت اوکراین در سوئیس
سفارت اوکراین در سوئیس (انگلیسی: Embassy of Ukraine, Bern) نمایندگی دیپلماتیک اوکراین در کنفدراسیون سوئیس و شاهنشاهی لیختن اشتاین است. از ژوئن ۲۰۱۸، آرتم ریبچنکو سفیر شده‌است.